# Rolf Toman
Rolf Toman (* 1953) ist ein deutscher Verlagslektor, Autor und Herausgeber mit Schwerpunkt auf kunstgeschichtlichen Epochendarstellungen.

## Leben
Ursprünglich wollte Rolf Toman Lehrer werden, begann jedoch nach Abschluss des zweiten Staatsexamens bei einem großen internationalen Verlagshaus als Lektor zu arbeiten. Seit 1992 arbeitet er als freier Herausgeber für verschiedene international wirkende Verlagshäuser, darunter die Page One Group, Könemann und Tandem (h.f.ullmann). Dabei bilden kunstgeschichtliche Epochendarstellungen seinen Schwerpunkt. Seine bislang aufwändigsten Titel brachte er mit den Büchern Ars Sacra und Angelus & Diabolus heraus, das die christliche Kunst behandelt. Rolf Toman lebt und arbeitet in Südfrankreich.

## Veröffentlichungen als Herausgeber (Auswahl)
- Jugendstil. Ullmann, Rheinbreitbach 2019, ISBN 978-3-8480-1166-7.
- Angelus & Diabolus. Engel, Teufel und Dämonen in der christlichen Kunst, Ullmann, Potsdam, 2016, ISBN 978-3-8480-0771-4.
- Potsdam. Kunst, Architektur und Landschaft. Ullmann, Potsdam 2013, ISBN 978-3-8480-0296-2.
- Gotik. Bildkultur des Mittelalters von 1140–1500. Ullmann, Potsdam 2012, ISBN 978-3-8480-0056-2.
- Barock. Theatrum Mundi – die Welt als Kunstwerk. Ullmann, Potsdam 2012, ISBN 978-3-8480-0059-3.
- Ars Sacra. Christliche Kunst und Architektur des Abendlandes. Von den Anfängen bis zur Gegenwart. Ullmann, Potsdam 2010, ISBN 978-3-8331-5139-2.
- Kathedralen. Die schönsten Kirchenbauten aus 1700 Jahren. Parragon, Bath 2007, ISBN 978-1-4054-8839-6.
- Kristina Krüger: Orden und Klöster. 2000 Jahre christliche Kunst und Kultur. Ullmann, Königswinter 2007, ISBN 978-3-8331-4069-3.
- Klassizismus und Romantik. Architektur, Skulptur, Malerei, Zeichnung 1750–1848. Könemann, Köln 2000, ISBN 3-8290-1571-2.
- Katalonien. Kunst, Landschaft, Architektur. Könemann, Köln 2000, ISBN 3-8290-2702-8.
- Wien. Kunst und Architektur. Könemann, Köln 1999, ISBN 3-8290-0006-5.
- Provence, Côte d’Azur. Architektur, Kunst, Landschaft. Könemann, Köln 1999, ISBN 3-8290-2711-7.
- Die Kunst des Barock. Architektur, Skulptur, Malerei. Könemann, Köln 1997, ISBN 3-89508-991-5.
- Die Kunst der italienischen Renaissance. Architektur, Skulptur, Malerei, Zeichnung. Könemann, Köln 1994, ISBN 3-89508-054-3.

## Veröffentlichungen als Autor
- mit Ulrike Laule und Achim Bednorz: Architektur des Frühmittelalters und der Romanik. Sonderausgabe. Moewig, Hamburg 2008, ISBN 978-3-86803-247-5.
- Zwischen Himmel und Hölle. Leben im Mittelalter. Fleurus-Verlag, Köln 2006, ISBN 3-89717-311-5.
- Interior design in Japan. Page One Publishing u. a., Singapur u. a. 1993, ISBN 981-00-4777-0.
- Poster. Page One Publishing, Singapur 1993, ISBN 981-00-4766-5.
- Airbrush in Japan. Page One Publishing, Singapur 1993, ISBN 981-00-4773-8.